# Braine-l'Alleud
Braine-l'Alleud (neerlandeză Eigenbrakel, valonă Brinne-l'-Alou) este o comună francofonă din regiunea Valonia din Belgia în apropiere de Waterloo. Comuna este formată din localitățile Braine-l'Alleud, Ophain-Bois-Seigneur-Isaac și Lillois-Witterzée. Suprafața totală este de 21,57 km². La 1 ianuarie 2008 comuna avea o populație totală de 37.728 locuitori. Aici s-a născut în 1851 cardinalul Mercier.

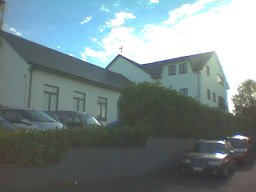
Biserica suedeză de la Braine-l’Alleud

## Localități înfrățite
- Franța: Ouisterham;
- Canada: Drummondville, Québec;
- Germania: Menden;
- Regatul Unit: Basingstoke and Deane;
- Cehia: Slapanice;